# Ecyrus pacificus
Ecyrus pacificus là một loài bọ cánh cứng trong họ Cerambycidae.